# إيلين روكا
إيلين روكا (بالإسبانية: Eileen Roca) هي متسابقة ملكة الجمال وعارضة كولومبية، ولدت في 26 سبتمبر 1986 في ريو دي جانيرو في البرازيل.

## روابط خارجية
- إيلين روكا على موقع IMDb (الإنجليزية)